# Communauté de communes du Tilleul et de la Bourbeuse
La communauté de communes du Tilleul et de la Bourbeuse est une ancienne communauté de communes située dans le Territoire de Belfort.
Le 1er janvier 2017, elle a fusionné avec la Communauté de l'Agglomération Belfortaine (CAB) pour former le Grand Belfort.

## Histoire
Par arrêté préfectoral n° 4564 du 11 décembre 1997, la communauté de communes du Tilleul (CCT) est officiellement créée le 1er janvier 1998, alors qu'elle ne rassemble que 8 communes : Bessoncourt, Bethonvilliers, Fontaine, Lacollonge, Lagrange, Menoncourt, Phaffans,   Vauthiermont. La commune de  Frais la rejoindra en 1999. 
Le 30 décembre 2000 l'arrêté préfectoral n°2406 valide l'entrée des communes d'Angeot, Eguenigue, Larivière et Reppe. Le périmètre de la Communauté est alors fixé.
Elle se compose de 13 communes d’une population totale de 4 178 habitants.
La communauté de communes du Tilleul et de la Bourbeuse (CCTB) est officiellement créée le 1er janvier 2014 par la fusion de la communauté de communes du Tilleul et de la communauté de communes du Bassin de la Bourbeuse.

## Composition
Cet EPCI regroupe 20 communes :
| Nom                 | Code Insee | Gentilé        | Superficie (km2) | Population (dernière pop. légale) | Densité (hab./km2) |
| ------------------- | ---------- | -------------- | ---------------- | --------------------------------- | ------------------ |
| Bessoncourt (siège) | 90012      | Bessoncourtois | 7,80             | 1 140 (2014)                      | 146                |
| Angeot              | 90002      | Angelois       | 6,56             | 329 (2014)                        | 50                 |
| Autrechêne          | 90082      | Autrechênois   | 2,96             | 285 (2014)                        | 96                 |
| Bethonvilliers      | 90013      | Bévillois      | 1,90             | 252 (2014)                        | 133                |
| Cunelières          | 90031      |                | 2,02             | 328 (2014)                        | 162                |
| Eguenigue           | 90036      | Eguenignons    | 2,49             | 283 (2014)                        | 114                |
| Fontaine            | 90047      | Fontainiens    | 6,96             | 615 (2014)                        | 88                 |
| Fontenelle          | 90048      | Fontenellois   | 1,75             | 148 (2014)                        | 85                 |
| Foussemagne         | 90049      | Foussemagniens | 5,10             | 914 (2014)                        | 179                |
| Frais               | 90050      | Fraisiers      | 2,81             | 217 (2014)                        | 77                 |
| Lacollonge          | 90059      | Lacollongeois  | 1,92             | 245 (2014)                        | 128                |
| Lagrange            | 90060      | Lagrangeois    | 0,93             | 122 (2014)                        | 131                |
| Larivière           | 90062      | Lariviérous    | 4,84             | 324 (2014)                        | 67                 |
| Menoncourt          | 90067      | Menoncourtois  | 4,70             | 408 (2014)                        | 87                 |
| Montreux-Château    | 90071      | Montreusiens   | 4,66             | 1 142 (2014)                      | 245                |
| Novillard           | 90074      | Novelais       | 3,79             | 294 (2014)                        | 78                 |
| Petit-Croix         | 90077      | Petitcruciens  | 3,79             | 297 (2014)                        | 78                 |
| Phaffans            | 90080      | Phaffanais     | 3,24             | 419 (2014)                        | 129                |
| Reppe               | 90084      | Reppois        | 3,88             | 325 (2014)                        | 84                 |
| Vauthiermont        | 90100      |                | 4,74             | 235 (2014)                        | 50                 |